# زمین‌لرزه ۲۰۰۹ یون‌نان

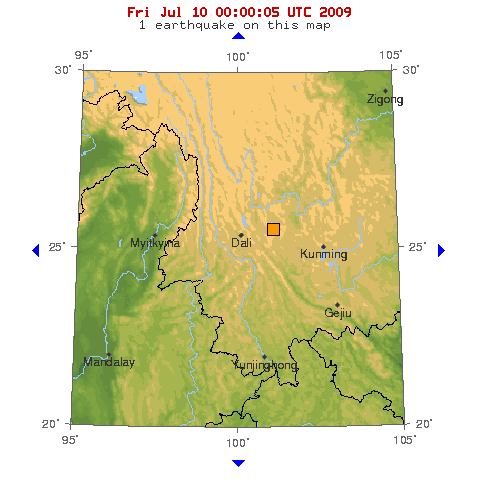
مختصات مركز زمين لرزه يون‌نان

زمین‌لرزه یون‌نان  در تاریخ ۹ ژوئیه ۲۰۰۹ میلادی، برابر با ‎۱۸ تیر ۱۳۸۸، ساعت ۱۱:۱۹:۱۶٫۲ به زمان یوتی‌سی در چین ، منطقه یون‌نان رخ داد.ژرفای این زلزله ۷٫۰ کیلومتر بود. بزرگی آن ۵٫۷ در مقیاس Mw بدست آمده‌است.
پروژهٔ جهانی تنسور گشتاور مرکزوار پارامتر زمان مرکزوار زمین‌لرزه را با اختلاف ۳٫۳ ثانیه نسبت به زمان رخداد اشاره شده در بالا و مختصات مرکزوار را در ۲۵°۳۱′شمالی ۱۰۱°۱۰′شرقی / ۲۵٫۵۲°شمالی ۱۰۱٫۱۷°شرقی محاسبه کرد و همچنین، ژرفا در ۱۵٫۱ کیلومتر بدست آمده‌است. در این محاسبات زاویه‌های (راستا، شیب، ریک) گسل سازندهٔ زمین‌لرزه و صفحه عمود بر آن برابر با (°۲۰۴، °۸۴، ° -۳) یا (°۲۹۴، °۸۷، °-۱۷۴) حاصل شده‌است.